# Władysław Koziebrodzki
Władysław Koziebrodzki (29. června 1839 Kolodijivka – 13. února 1893 Chłopice) byl rakouský politik polské národnosti z Haliče, na konci 19. století poslanec Říšské rady.

## Biografie
Pocházel ze šlechtické rodiny. Jeho otcem byl hrabě Adam Koziebrodzki. Jeho manželkou byla Emilia Glogowska, která zemřela roku 1883. Měl dvě dcery. Mládí prožil v Chotymyru, pak se s rodiči přestěhoval do Krakova, kde roku 1857 absolvoval technický institut. Navštěvoval též přednášky na Jagellonské univerzitě a na univerzitě v Paříži. V roce 1859 podnikl cestu po Itálii. Po návratu do vlasti žil v obci Rączna u Krakova. Po smrti otce začal sám hospodařit na rodinných statcích. Od roku 1857 byl členem hospodářsko-rolnického spolku v Krakově. Od roku 1860 se podílel na zakládání rolnických finančních ústavů a spořitelen. V roce 1863 se účastnil polského lednového povstání. Do Haliče se vrátil roku 1864 a pro účast na protiruském povstání byl vězněn v Tarnowě. Po propuštění odešel do exilu ve Švýcarsku, do roku 1866 pobýval v Nyonu a studoval společenské vědy. Byl aktivní v polských exulantských kruzích. V roce 1865 publikoval pod pseudonymem Juliusz Bolesta spis Być albo nie być o příčinách porážky povstání. Patrně počátkem roku 1867 se vrátil do Haliče.
Byl zvolen za poslance Haličského zemského sněmu. Nastoupil sem roku 1877. Mandát obhájil roku 1883 a 1889. Od roku 1884 byl na sněmu členem poslaneckého Klubu středu, kterému předsedali Jerzy Konstanty Czartoryski a Stanisław Madeyski-Poray. Na sněmu zasedal až do své smrti.
Byl i poslancem Říšské rady (celostátního parlamentu Předlitavska), kam usedl v doplňovacích volbách roku 1891 za kurii venkovských obcí v Haliči, obvod Jarosław, Cieszanów atd. Nastoupil 8. června 1891 místo Jerzyho Konstantyna Czartoryského. Poslancem byl až do své smrti roku 1893. Pak ho v parlamentu nahradil Leo Pastor. Ve volebním období 1891–1897 se uvádí jako hrabě Ladislaus Koziebrodzki, statkář, bytem Chłopice.
Ve volbách roku 1891 se uvádí jako oficiální polský kandidát, tedy kandidát Polského klubu.
Zemřel v únoru 1893 na svém statku.